# Anthochlamys polygaloides
Anthochlamys polygaloides là loài thực vật có hoa thuộc họ Dền. Loài này được (Fisch. & C.A.Mey.) Moq. mô tả khoa học đầu tiên năm 1840.